# Cổ Lãng Tự

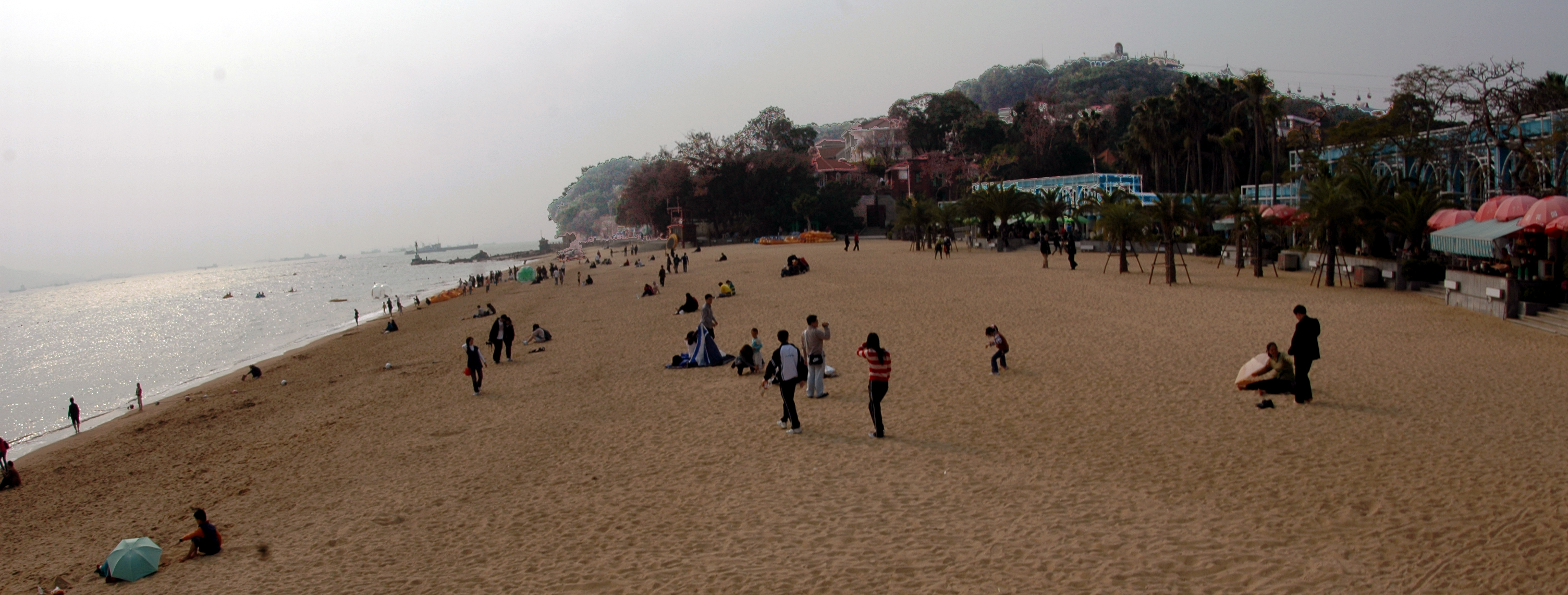
Bãi biển Cổ Lãng Tự

Cổ Lãng Tự hay đảo Cổ Lãng là một hòn đảo nhỏ chỉ dành cho người đi bộ nằm ở ngoài khơi bờ biển Hạ Môn, tỉnh Phúc Kiến, phía đông nam Trung Quốc. Hòn đảo có diên tích khoảng 2 km², có dân số khoảng 20.000 dân, đây là một trong những điểm thu hút khách du lịch nhất Trung Quốc với khoảng 10 triệu du khách mỗi năm. Cổ Lãng Dữ không chỉ cấm xe ô tô, mà còn cấm cả xe đạp. Phương tiện cho phép duy nhất là xe điện dịch vụ của Nhà nước.
Khách du lịch có thể ra đảo bằng phà từ đảo Hạ Môn. Người dân địa phương đi phà nhanh mất khoảng 5 phút, chạy từ 7 giờ 10 đến 17 giờ 50 và cứ 20 phút có một chuyến. Còn du khách và những người không phải địa phương thì phải đi phà từ bến phà du lịch quốc tế đi mất 20 phút và chi phí là 35 tệ. Sau 18 giờ thì du khách có thể đi thuận lợi hơn khi có thể đi được phà nhanh. Dịch vụ đó hoạt động suốt đêm và cứ 20 phút một chuyến. Từ 18 giờ đến 0h thì sẽ mất 35 tệ, và từ 0h đến 7h sáng hôm sau sẽ là 40 tệ.
Cổ Lãng Tự nổi tiếng với những bãi biển, các con đường quanh co và kiến trúc đa dạng của nó. Nó được đánh giá xếp hạng là điểm du lịch hấp dẫn 5A (mức độ cao nhất của Trung Quốc) bởi Tổng cục Du lịch Trung Quốc (CNTA) và đứng vị trí đầu bảng trong danh sách các danh lam thắng cảnh hấp dẫn của tỉnh Phúc Kiến.
Về mặt hành chính, hòn đảo hiện nay là Cổ Lãng Dữ nhai đạo thuộc Tư Minh, thành phố Hạ Môn.

## Lịch sử
Trong một khoảng thời gian, Cổ Lãng Dữ là khu định cư quốc tế riêng biệt duy nhất tại Trung Quốc, ngoại trừ một khu định cư quốc tế ở Thượng Hải. Ngay sau khi Hạ Môn trở thành một cảng hiệp ước sau Chiến tranh nha phiến lần thứ nhất và Điều ước Nam Kinh năm 1842, những người nước ngoài trên hòn đảo đã thành lập tổ chức không chính thức. Các cơ quan lãnh sự, nhà thờ, bệnh viện, trường học, trạm cảnh sát được xây dựng bởi những cộng đồng nước ngoài ở đây mang kiến trúc theo phong cách thời kỳ Victoria. Năm 1942, hòn đảo bị chiếm đóng bởi Nhật Bản cho tới khi chiến tranh thế giới lần thứ hai kết thúc năm 1945. Tiếng Phúc Kiến là phương ngữ được sử dụng trên đảo, cũng như tại Hạ Môn.

## Điểm du lịch
Là nơi định cư trong quá khứ của những người phương Tây thuộc địa phận Hạ Môn, Cổ Lãng Dữ nổi tiếng với kiến trúc của nó và là nơi có bảo tàng piano duy nhất tại Trung Quốc với 200 cây đàn trên đảo. Ngoài ra nơi đây còn có Bảo tàng Trịnh Thành Công, khu vườn nhiệt đới với nhiều loài cây được đem về bởi người Hoa ở nước ngoài, Bảo tàng Hạ Môn.

## Hình ảnh

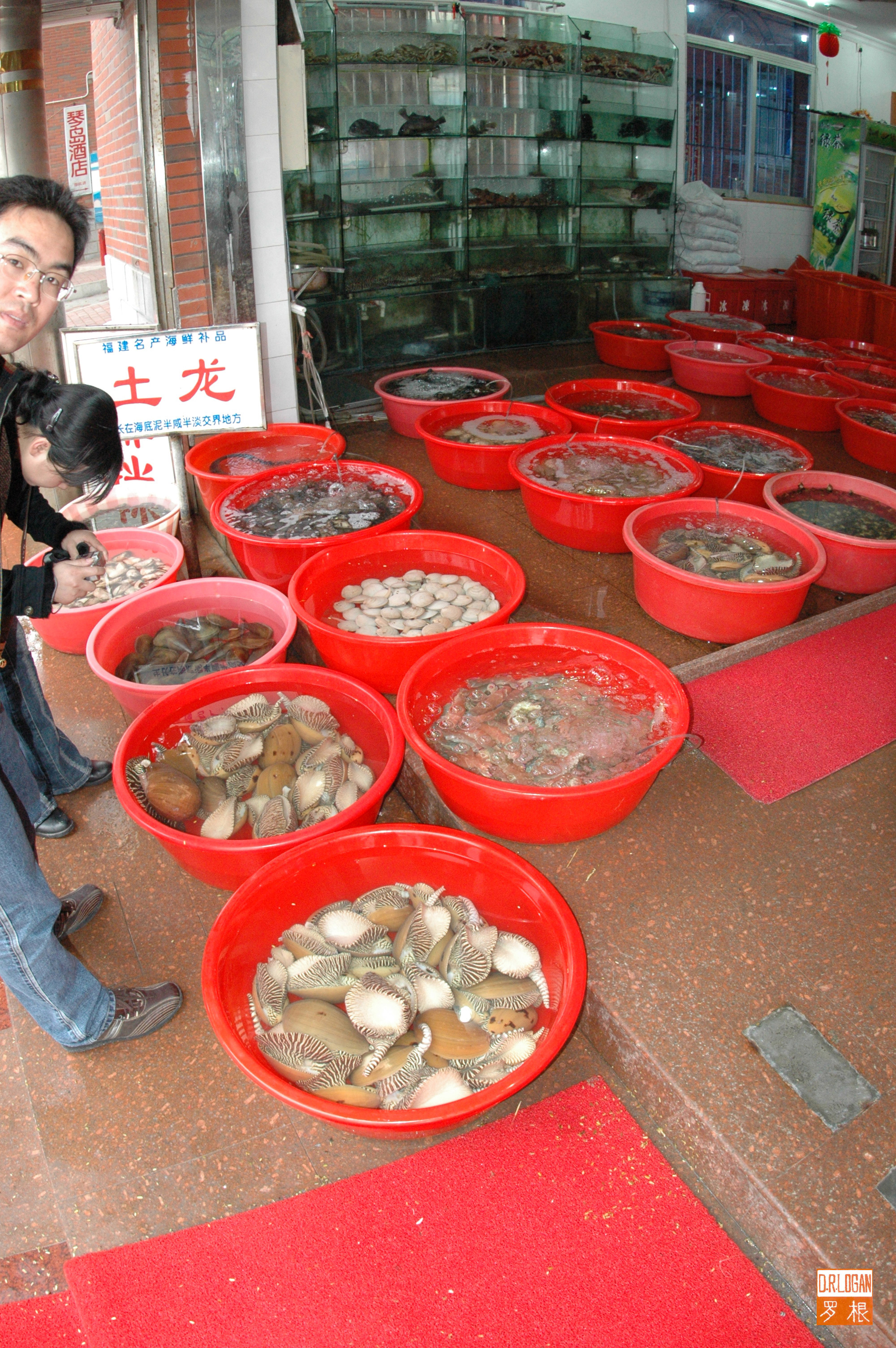
Nhà hàng hải sản tại Cổ Lãng Dữ
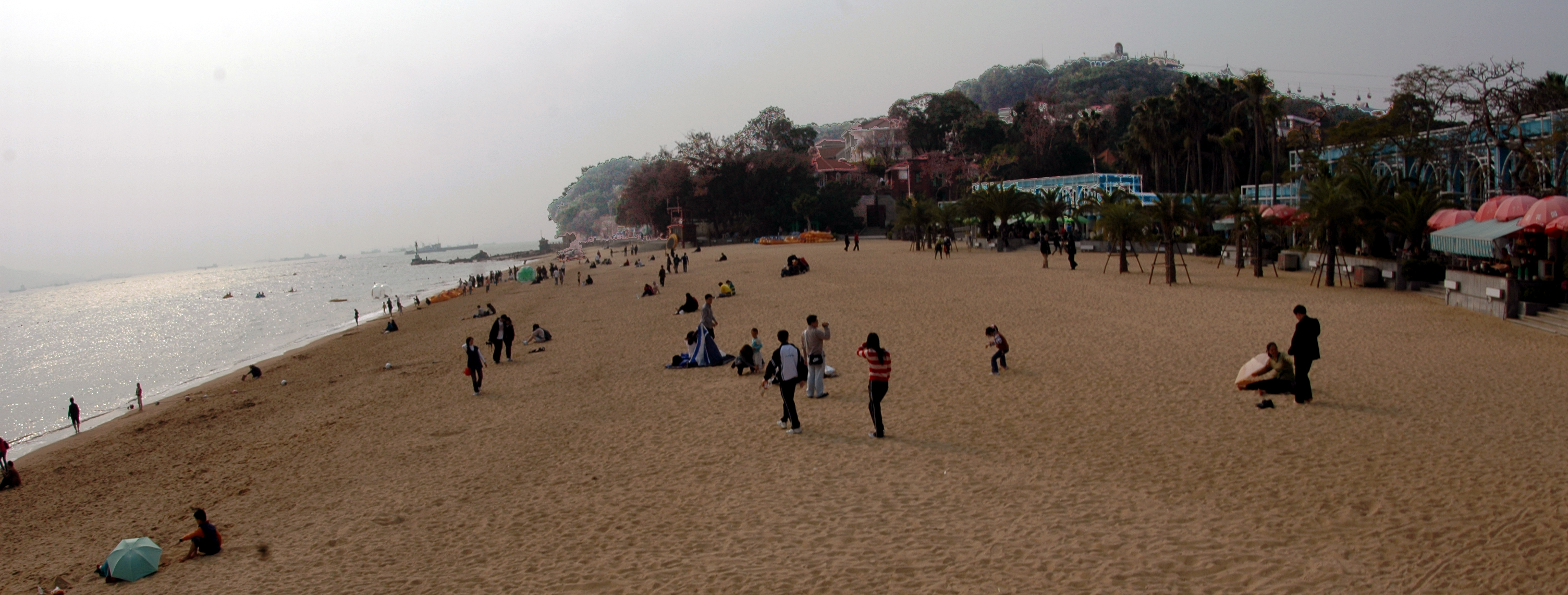
Bãi biển trên Cổ Lãng Dữ
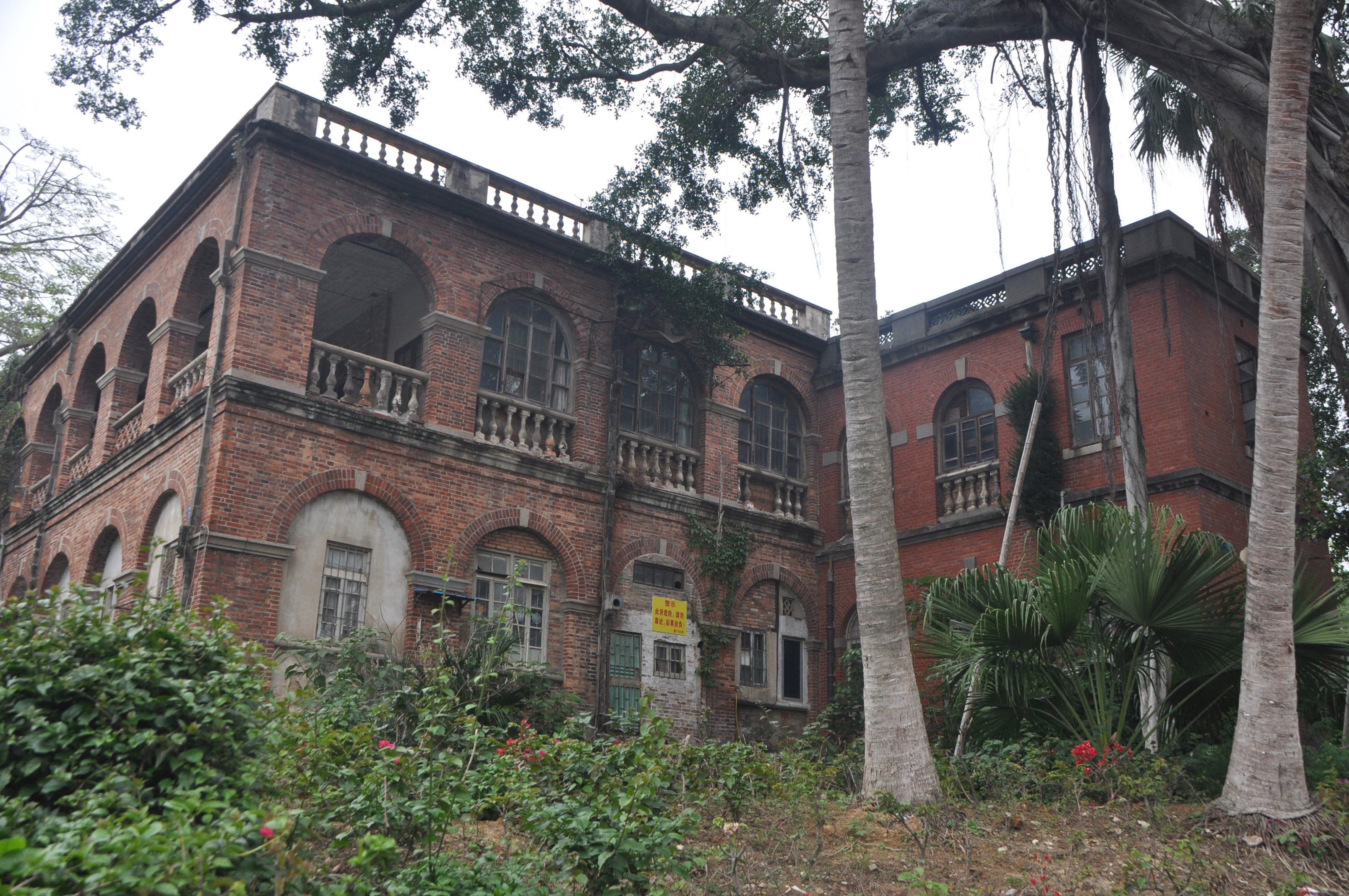
Lãnh sự quán Nhật Bản cũ của Cổ Lãng Dữ
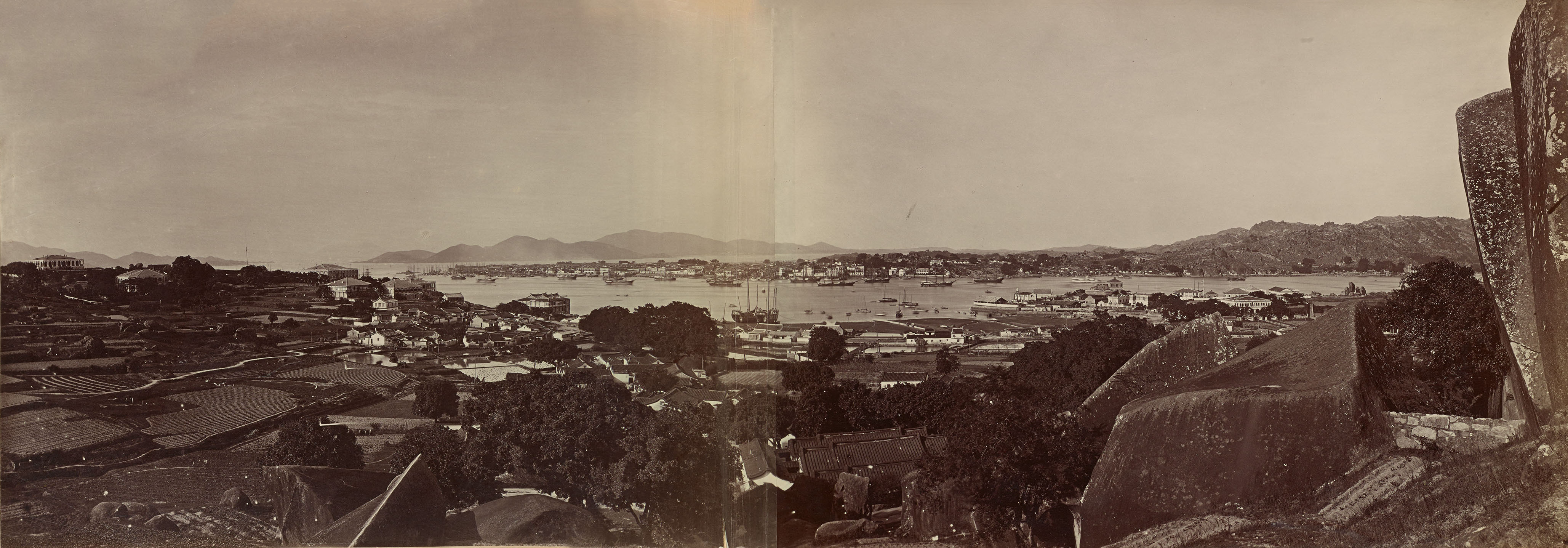
Toàn cảnh được chụp năm 1870